# Kamar Gap
Kamar Gap (persiska: كَمَر بُزُرگ, كمر گپ) är en ort i Iran.   Den ligger i provinsen Lorestan, i den centrala delen av landet, 400 km sydväst om huvudstaden Teheran. Kamar Gap ligger 1 798 meter över havet och antalet invånare är 254.
Terrängen runt Kamar Gap är bergig åt sydost, men åt nordväst är den kuperad. Runt Kamar Gap är det ganska glesbefolkat, med 29 invånare per kvadratkilometer. Närmaste större samhälle är Bīsheh, 18,1 km nordväst om Kamar Gap. Trakten runt Kamar Gap består i huvudsak av gräsmarker.